# Гатиминваям
Гатиминваям (коряк. Г'ытг'ымынв'аям) — річка на північному сході півострова Камчатка.
Назва в перекладі з  коряцької мови означає «річка з кістками».
Довжина річки — 55 км. Протікає по території  Олюторського району  Камчатського краю (Ільпінський півострів). Впадає в затоку Корфа.

## Дані водного реєстру
За даними державного водного реєстру Росії відноситься до Анадиро-Колимського басейнового округу.
За даними геоінформаційної системи водогосподарського районування території РФ, підготовленої Федеральним агентством водних ресурсів:
- Код водного об'єкта в державному водному реєстрі — 19060000312120000008106
- Код за гідрологічною вивченістю (ГВ) — * Код басейну — 19.07.00.002
- Номер тому з ГВ — 20
- Випуск за ГВ — 0